# Jakub Ruprecht
Jakub Ruprecht (* 4. prosinec 1991, Plzeň) je český profesionální hokejista.

## Kluby podle sezón
- 2002/2003 HC Keramika Plzeň
- 2003/2004 HC Lasselsberger Plzeň
- 2004/2005 HC Lasselsberger Plzeň
- 2005/2006 HC Lasselsberger Plzeň
- 2006/2007 HC Lasselsberger Plzeň
- 2007/2008 HC Lasselsberger Plzeň
- 2008/2009 HC Lasselsberger Plzeň
- 2009/2010 HC Plzeň 1929
- 2010/2011 HC Plzeň 1929
- 2011/2012 HC Plzeň 1929,SHC Klatovy
- 2012/2013 HC Škoda Plzeň, IHC Písek